# アンソニー・ドッド・マントル
アンソニー・ドッド・マントル（Anthony Dod Mantle, 1955年 - ）は、イギリス・オックスフォードシャー出身の撮影技師・撮影監督である。

## 略歴
1998年、ラース・フォン・トリアーが提唱した「ドグマ95」の最初の作品『セレブレーション』で注目される。DVカメラによる独創的な撮影は、フィルム撮影とは異なる視座に貫かれており、模索期にあったデジタル撮影の可能性を切り開いた。その後『ミフネ』、『ジュリアン』と計3本の「ドグマ95」に則った映画を撮る。その後もデジタル撮影の可能性を推し進め、イギリスで最初に携わったテレビ作品の『刑事ヴァランダー』で、レッドワンのデジタルカメラを使用し、最初の2つのエピソードで撮影監督を務めた。彼はそのシリーズでの仕事により、British Academy Television Craft Award for Photography & Lighting (Fiction/Entertainment)を獲得した。
彼は現在、デンマークのコペンハーゲンで家族と暮らしている。
2009年には『スラムドッグ$ミリオネア』でアカデミー撮影賞を受賞した。

## 主な作品
- セレブレーション Festen (1998)
- ミフネ Mifune's Last Song (1999)
- ジュリアン Julien Donkey-Boy (1999)
- 28日後... 28 Days Later (2002)
- ドッグヴィル Dogville (2003)
- ミリオンズ Millions (2004)
- ディア・ウェンディ Dear Wendy (2005)
- マンダレイ Manderlay (2005)
- ラストキング・オブ・スコットランド The Last King of Scotland (2006)
- スラムドッグ$ミリオネア Slumdog Millionaire (2008) アカデミー撮影賞受賞
- アンチクライスト Antichrist (2009)
- 127時間 127 Hours (2010)
- 第九軍団のワシ The Eagle (2011)
- ジャッジ・ドレッド Dredd (2012)
- トランス Trance (2013)
- ラッシュ/プライドと友情 Rush (2013)
- スノーデン Snowden (2016)
- われらが背きし者 Our Kind of Traitor (2016)
- T2 トレインスポッティング T2 Trainspotting (2017)
- 最初に父が殺された First They Killed My Father (2017)
- 潜水艦クルスクの生存者たち Kursk (2018)
- キュリー夫人 天才科学者の愛と情熱 Radioactive (2019)
- フレイザー家の秘密 The Undoing (2020)
- 28年後... 28 Years Later (2025)